# Weitmündige Glanzschnecke

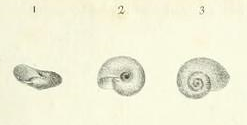
Syntypen, abgebildet von Michaud, 1831: Taf. 15, Fig. 1–3

Die Weitmündige Glanzschnecke (Aegopinella nitens) ist eine auf dem Land lebende Schneckenart aus der Familie der Glanzschnecken (Oxychilidae). Die Art kommt auch in Deutschland vor. 

## Merkmale
Das rechtsgewundene Gehäuse ist niedrig-konisch mit 4 bis 4½ Windungen. Es ist 8 bis 11 mm breit und 4 bis 5,5 mm hoch. In den Alpen kann eine Gehäusebreite von 14 mm erreicht werden. Die Windungen sind mäßig gewölbt und nehmen regelmäßig zu. Das letzte Viertel der Endwindung ist zur Mündung mehr oder weniger stark erweitert, und manchmal auch mehr oder weniger stark abgeschrägt. Sie senkt sich aber meist nicht ab, oder nicht stark ab. Die Mündung ist in der Aufsicht schräg-elliptisch und etwa dreimal so breit wie die vorletzte Windung. Sie steht schräg zur Windungsachse. Der Mündungsrand ist gerade und scharf. Der Nabel liegt deutlich exzentrisch. 
Das Gehäuse ist grünlich-braun bis hellhornbraun und durchscheinend. Die Basis um den Nabel herum ist milchig-weißlich. Die Anwachsstreifen bilden mit schwächeren Spirallinien ein schwaches Gittermuster, das aber quasi nur bei frischen Gehäuse gut zu sehen ist.
Der Weichkörper ist bläulich bis dunkelblau. Die Seiten zur Sohle hin werden heller, die Sohle ist milchig-weiß. Die oberen Tentakeln sind schwarzblau. Im männlichen Trakt des Genitalapparates ist der Penis groß und breit. Er ist durch eine Einschnürung etwas unterhalb der Mitte in zwei Abschnitte gegliedert. Das obere Ende verjüngt sich fast abrupt und geht in den Epiphallus über. Kurz vor dem Übergang ist die Ansatzstelle des Penisretraktormuskels. Im weiblichen Teil ist der freie Eileiter vergleichsweise lang, die Vagina verdickt und kurz. Der Stiel der Spermathek ist sehr kurz, die Blase erreicht kaum den Eisamenleiter (Spermovidukt). 

## Ähnliche Arten
Das Gehäuse der Weitmündigen Glanzschnecke ist dem der Verkannten Glanzschnecke (Aegopinella epipedostoma) sehr ähnlich. Meist ist die Mündung nicht ganz so stark erweitert und senkt sich nicht so stark ab. Im Einzelfall kann aber nur eine Untersuchung des Genitalapparates letzte Gewissheit bringen. Die Verkannte Glanzschnecke  besitzt im oberen Teil der Vagina eine keulenförmige Anschwellung, in die der kurze Stiel der Spermathek einmündet. Epiphallus und Penis sind kürzer als bei der Verkannten Glanzschnecke (Aegopinella epipedostoma), die starke Einschnürung des Penis fehlt. Der Penisretraktormuskel setzt etwa in der Mitte des Epiphallus an. Das Gehäuse der Rötlichen Glanzschnecke (Aegopinella nitidula) ist meist etwas kleiner. Bei dieser Art ist der Penis nicht so stark angeschwollen, ihm fehlt auch die starke Einschnürung. Der Übergang Epiphallus/Penis ist mehr graduell, nicht so abrupt wie bei der Weitmündigen Glanzschnecke.

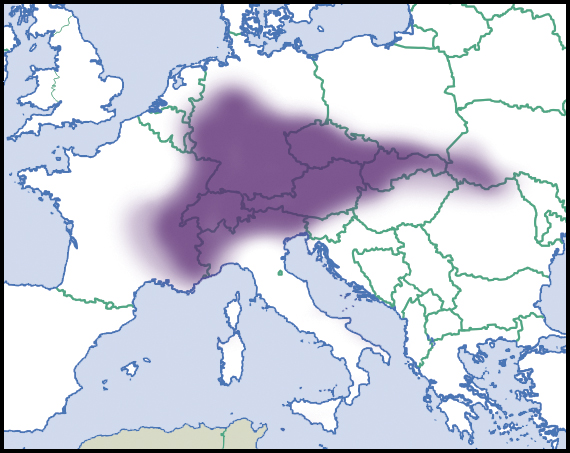
Verbreitung der Art in Europa (nach Welter-Schultes, 2012)

## Geographische Verbreitung und Lebensraum
Das Verbreitungsgebiet erstreckt sich von den Westalpen zu den Ost- und Südalpen bis nach Tschechien, Slowakei, Südpolen und die Westukraine. Im Norden reicht es bis etwa zu den deutschen Mittelgebirgen Harz und Teutoburger Wald; einzelne Vorkommen sind auch aus Belgien und den Niederlanden bekannt. 
Die Weitmündige Glanzschnecke lebt bevorzugt unter der Laubstreu und unter Steinen in Wäldern oder zwischen Felsen, an mäßig feuchten Standorten auf kalkigen Böden im Gebirge. Gelegentlich wird sie auch an  Trockenstandorten mit lockeren Böden gefunden. Sie steigt selten über 1.500 m über Meereshöhe, gelegentlich aber bis zu 2.500 m.

## Lebensweise
Zwischen Juni und August, in wärmeren Gebieten auch noch wesentlich später, werden 30 bis 50 Eier in Gelegen von 6 bis 9 Eiern unter Blättern der Laubstreu abgelegt. Die Eier haben einen Durchmesser von 1,0 bis 1,6 mm, Die Jungtiere schlüpfen nach ungefähr zwei Wochen. Die Geschlechtsreife wird erst im zweiten Jahr erreicht. 
Die Tiere ernähren sich von welken Pflanzenteile, jedoch machen sie auch Jagd auf kleinere Schneckenarten. 

## Taxonomie
Das Taxon wurde 1831 von André Louis Gaspard Michaud als Helix nitens Michaud, 1831  vorgeschlagen. Sie wird heute allgemein akzeptiert zur Gattung Aegopinella Lindholm, 1927 gestellt.

## Gefährdung
Die Art wird in Niedersachsen als gefährdet eingeschätzt. Deutschlandweit gesehen, ist sie jedoch ungefährdet. Auch die IUCN stuft sie als nicht gefährdet ein.